# 이스터판

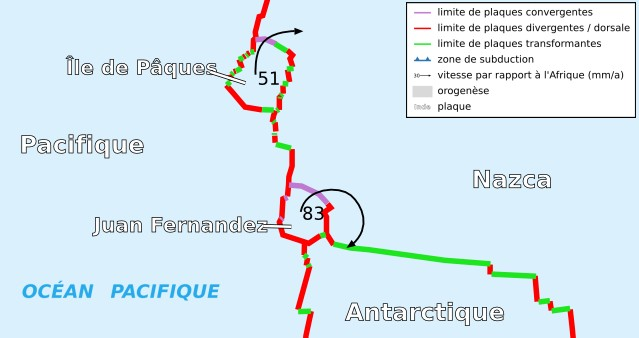
이스터 판(위의 작은 판, 프랑스어)

이스터 판은 남동태평양의 작은(550 km x 410 km) 판이다. 서쪽은 태평양 판, 동쪽은 나스카 판과 접한다. 판 전체가 태평양 밑에 있기 때문에 판의 이름은 나스카 판에 속한 이스터 섬에서 따왔다.

## 참고
- Bird, P., An updated digital model of plate boundaries, Geochem. Geophys. Geosyst., 4(3), 1027, doi:10.1029/2001GC000252, 2003. PDF 문서